# Vittorio Matteo Corcos

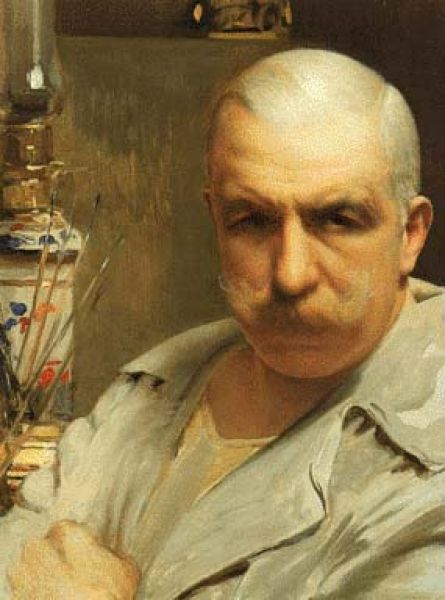
Vittorio Matteo Corcos Autoritratto 1913

Vittorio Matteo Corcos (Livorno, 4 de outubro de 1859 — Florença, 8 de novembro de 1933) foi um pintor de retratos italiano. Retratou - entre outros - a rainha de Portugal Amélia de Orleães e Margarida de Saboia, rainha de Itália.
Um autorretrato do pintor faz parte da coleção da Galleria degli Uffizi desde 1913, 

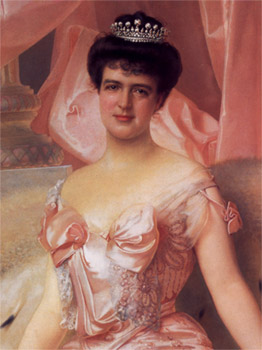
Amelia de Orleães
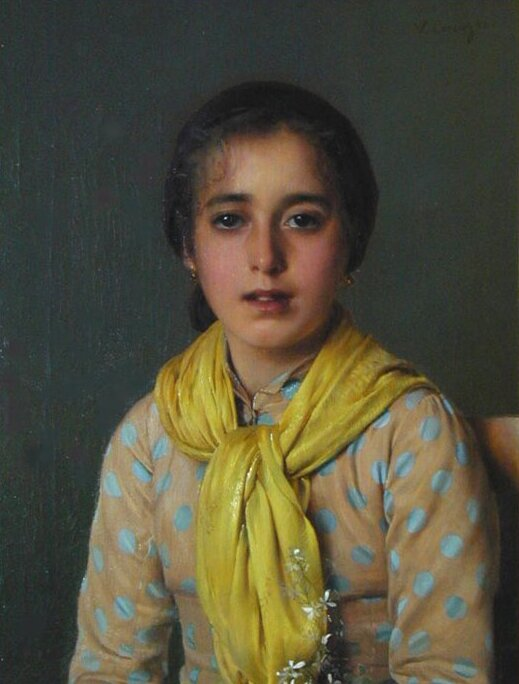
Moça com cachecol amarelo
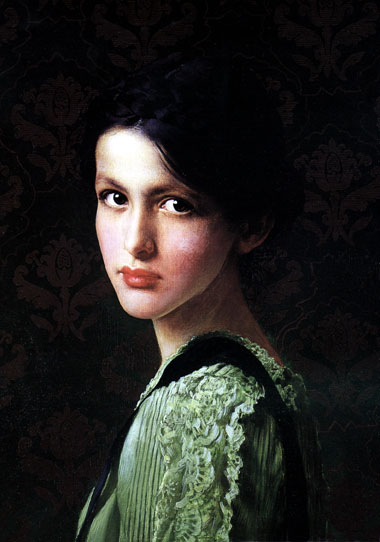
Portrait de femme
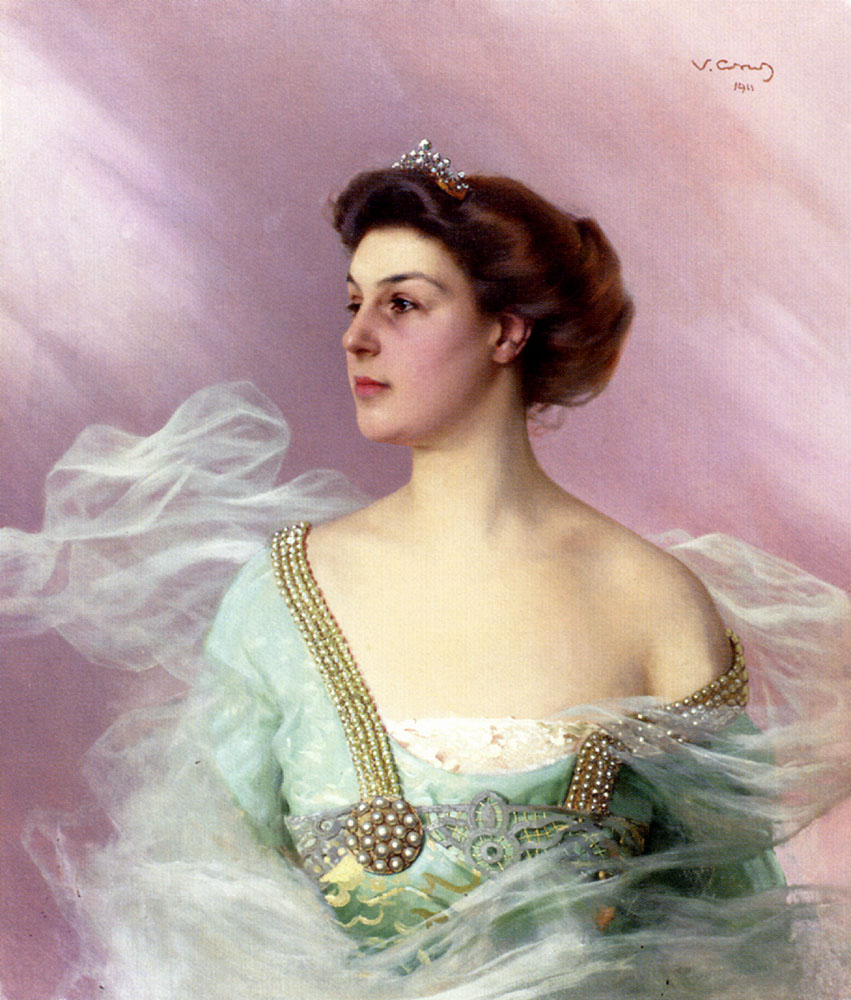
Portrait de femme
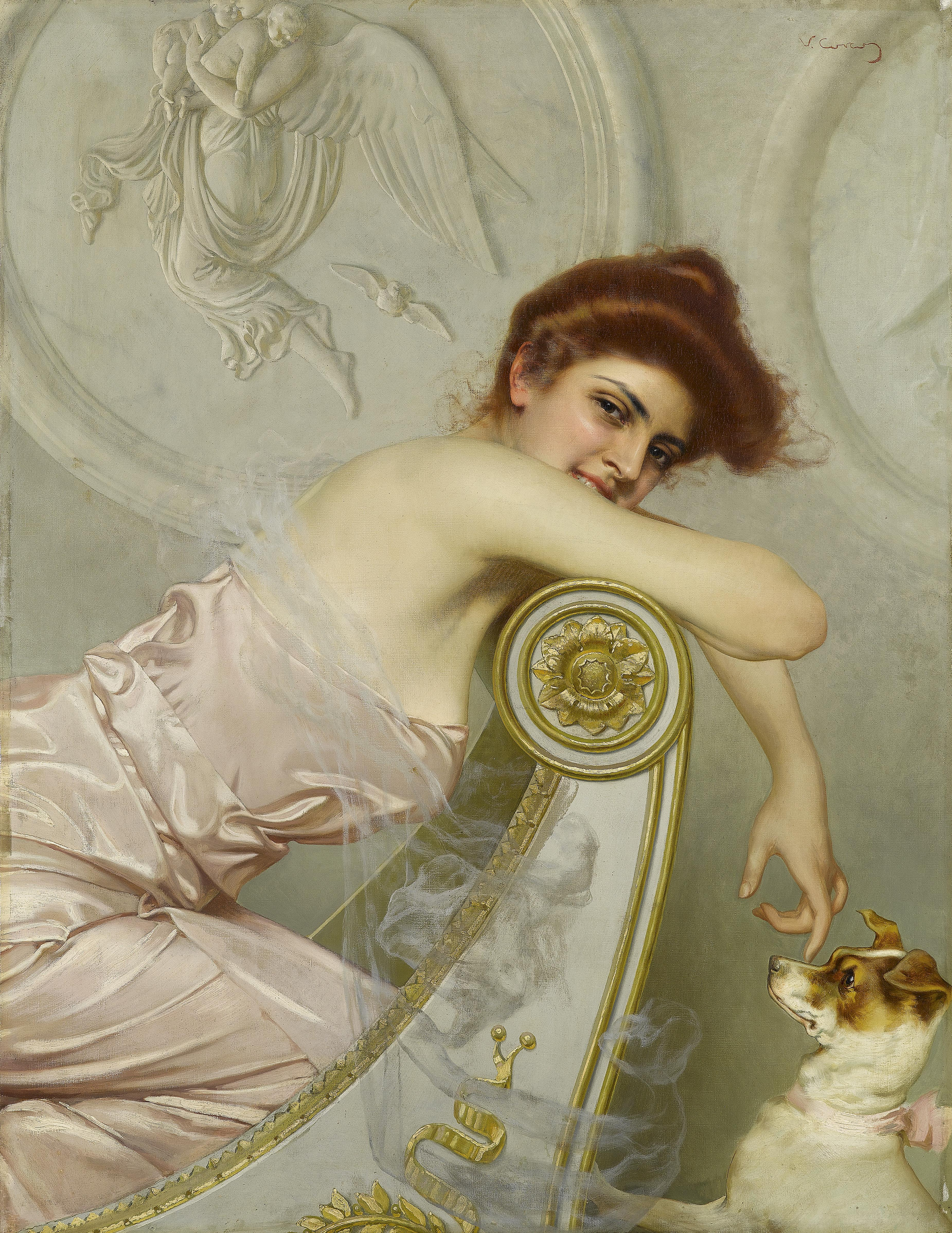
Vittorio Matteo Corcos : Jeune femme au chien, c1895
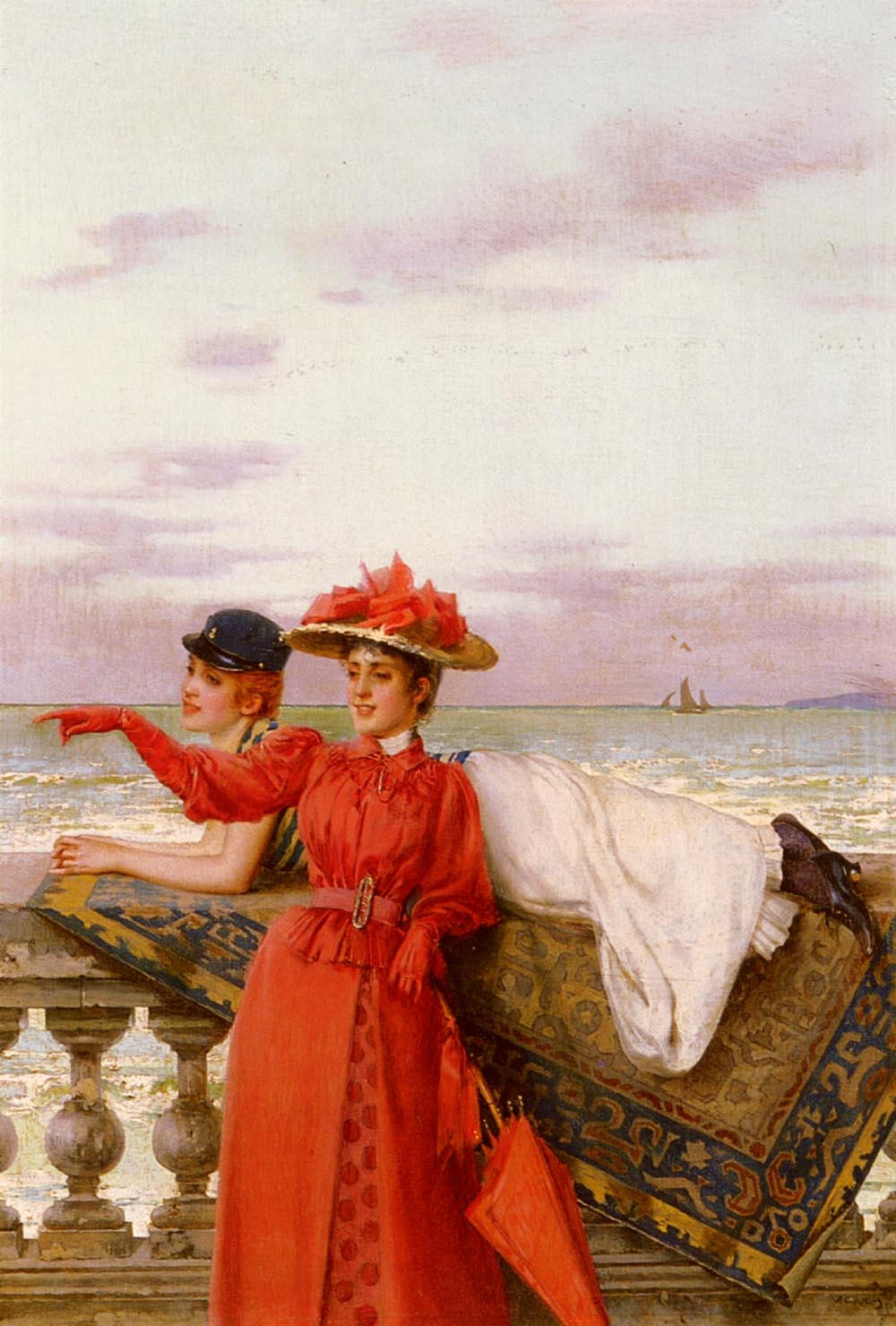
Regards vers la mer
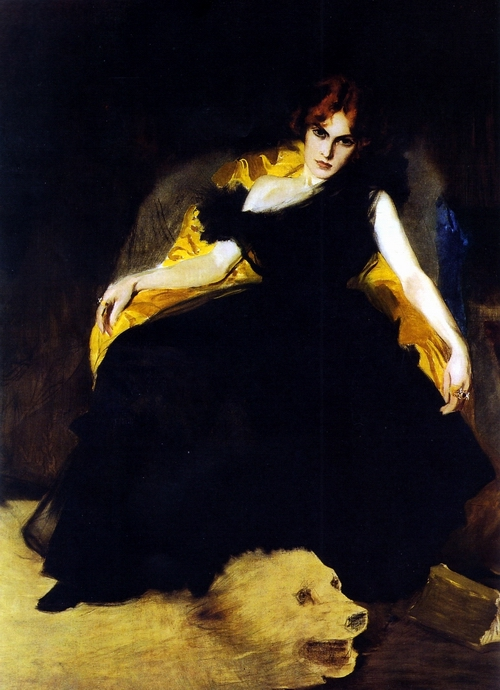
Vittoriocorcos La Morhinomane
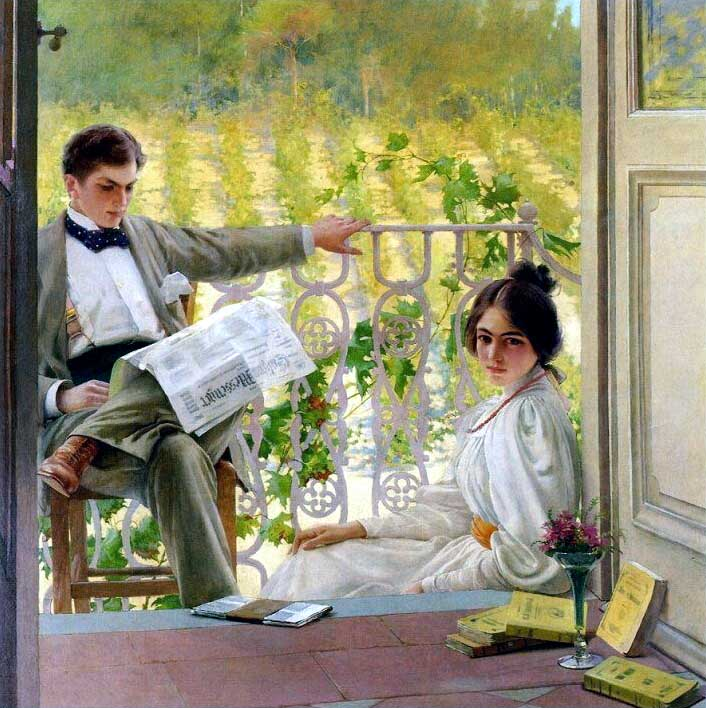
Pomeriggio-in-terrazza
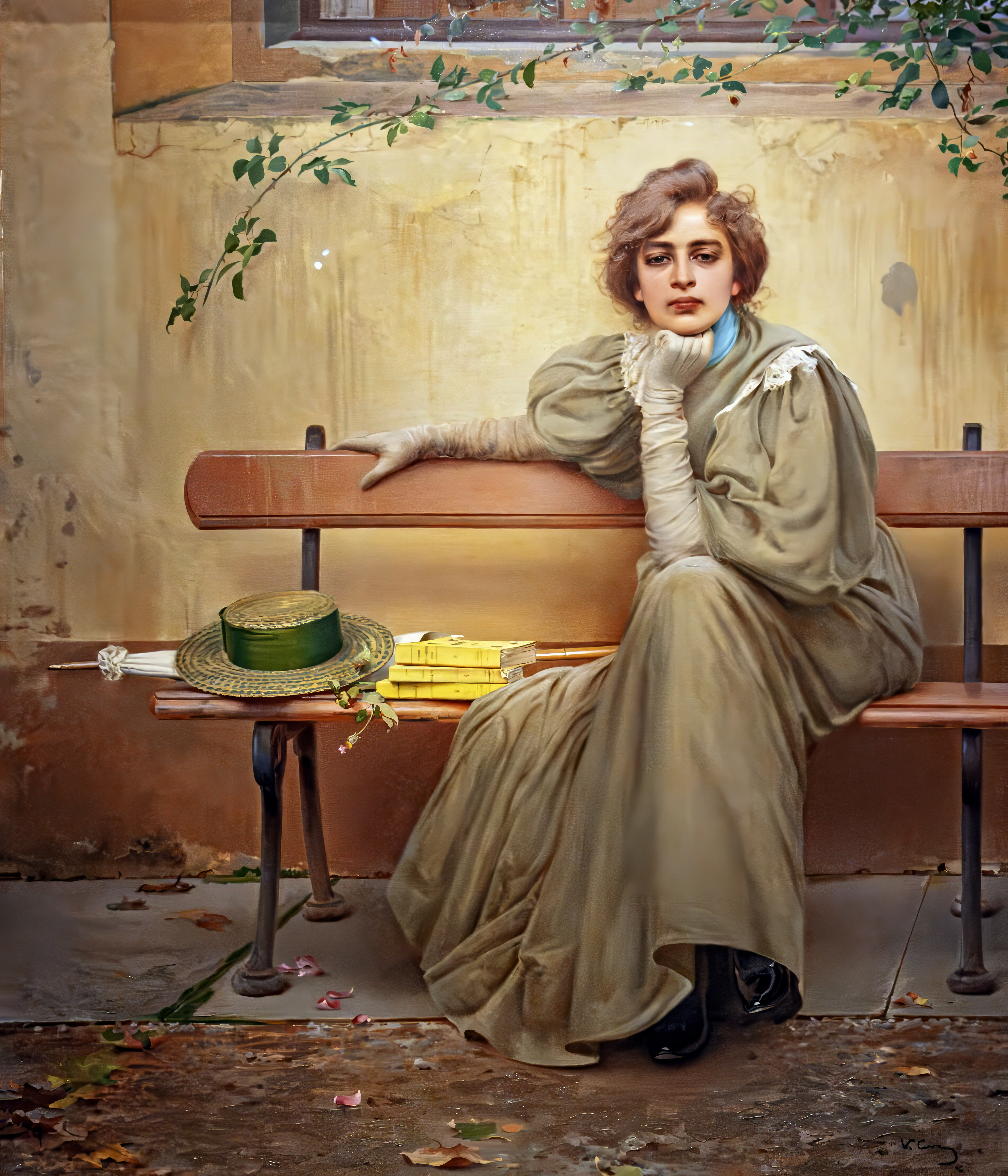
Vittorio Matteo Corcos - Sogni - 1896